# مايكل آيرتس
مايكل آيرتس (بالهولندية: Maikel Aerts) هو لاعب كرة قدم هولندي في مركز حراسة المرمى، ولد في 26 يونيو 1976 في آيندهوفن في هولندا. لعب مع بيرسخوت إيه سي ودين بوستش وفاينورد وفيلم 2 تيلبورغ ونادي هرتا برلين.

## وصلات خارجية
- مايكل آيرتس على موقع الاتحاد الأوربي (الإنجليزية)
- مايكل آيرتس على موقع قاعدة بيانات كرة القدم.إي يو (الإنجليزية)
- مايكل آيرتس على موقع بيانات كرة القدم. دي إي (الألمانية)
- مايكل آيرتس على موقع عالم كرة القدم.نت (الإنجليزية)